# Karl Jäger
Karl Jäger (Sciaffusa, 20 settembre 1888 – Hohenasperg, 22 giugno 1959) è stato un militare svizzero con cittadinanza tedesca; ufficiale di medio livello delle SS nell'Einsatzkommando, protagonista del genocidio durante l'Olocausto.
Fu essenziale nella brutale e sistematica distruzione della comunità ebraica in Lituania. Dal luglio 1941 fino al settembre 1943 fu comandante dell'SD Einsatzkommando 3a, una sotto-unità dell'Einsatzgruppe A guidata da Franz Walter Stahlecker, con sede a Kaunas.  Sotto il comando di Jäger l'Einsatzkommando, con l'aiuto di truppe lituane, uccise indiscriminatamente uomini, donne e bambini di origine ebraica.  I massacri sono minuziosamente contabilizzati nel rapporto che porta il suo nome.
Alla fine del 1943, Jäger fu nominato comandante del SD in Reichenberg, nel Sudetenland.